# Balinger
A balinger vagy ballinger egy kis tengerjáró hajó volt a 15. században és a 16. században. Nem volt első bástyája, egyetlen árbócán négyszögvitorlát használtak. Súlya 100 tonna alatt maradt, merülése kicsi volt, korai példányait legalább 30 evezős mozgatta a sekély vízben vagy a közelharcban. Főleg a partmenti kereskedelemben használták, de mint szállítóhajó is szóba jöhetett, 40 harcossal a fedélzetén. A korai Brit Királyi Haditengerészetben is számos példánya állt hadrendben.

## Fordítás
Ez a szócikk részben vagy egészben  a   Balinger című angol Wikipédia-szócikk ezen változatának fordításán alapul.  Az eredeti cikk szerkesztőit annak laptörténete sorolja fel. Ez a jelzés csupán a megfogalmazás eredetét és a szerzői jogokat jelzi, nem szolgál a cikkben szereplő információk forrásmegjelöléseként.